# São João do Jacutinga
São João do Jacutinga é um distrito do município brasileiro de Caratinga, no interior do estado de Minas Gerais. Segundo o censo demográfico de 2022, realizado pelo Instituto Brasileiro de Geografia e Estatística (IBGE), sua população era de 1 245 habitantes e havia 468 domicílios particulares permanentes ocupados. Possui área de 55 km² conforme a Fundação João Pinheiro (FJP). Foi criado pela lei estadual nº 1.039 de 12 de dezembro de 1953.
De acordo com o IBGE, em 2010 a população era de 1 336 habitantes e havia 502 domicílios particulares.
O distrito é conhecido pela preparação tradicional do biscoito de polvilho, tanto que um dos bens da localidade é a Festa do Biscoito.